# أفانجارد
أفانجارد هو صاروخ روسي فرط صوتي، كشف عنه الرئيس فلاديمير بوتين في خطاب في مارس 2018، أعلن فيه 6 أسلحة إستراتيجية جديدة. وأشار الرئيس الروسي إلى دخوله الخدمة بالقوات المسلحة الروسية في 2019. في ديسمبر 2019، أعلن وزير الدفاع الروسي دخول صواريخ أفانجارد الخدمة في القوات المسلحة.

## استشهادات
1. ↑  أفانغارد، أفانگارد، أفانقارد
2. ↑  "فلاديمير بوتين: الصاروخ الروسي الذي لا يقهر أصبح جاهزًا للاستخدام". بي بي سي عربي. 26 ديسمبر 2018. مؤرشف من الأصل في 2019-04-10. اطلع عليه بتاريخ 2018-12-27.
3. ↑  "منظومة "أفنغارد" الروسية تدخل الخدمة". آر تي. 27 ديسمبر 2019. مؤرشف من الأصل في 2019-12-28. اطلع عليه بتاريخ 2019-12-27.